# Carden Loyd tankette

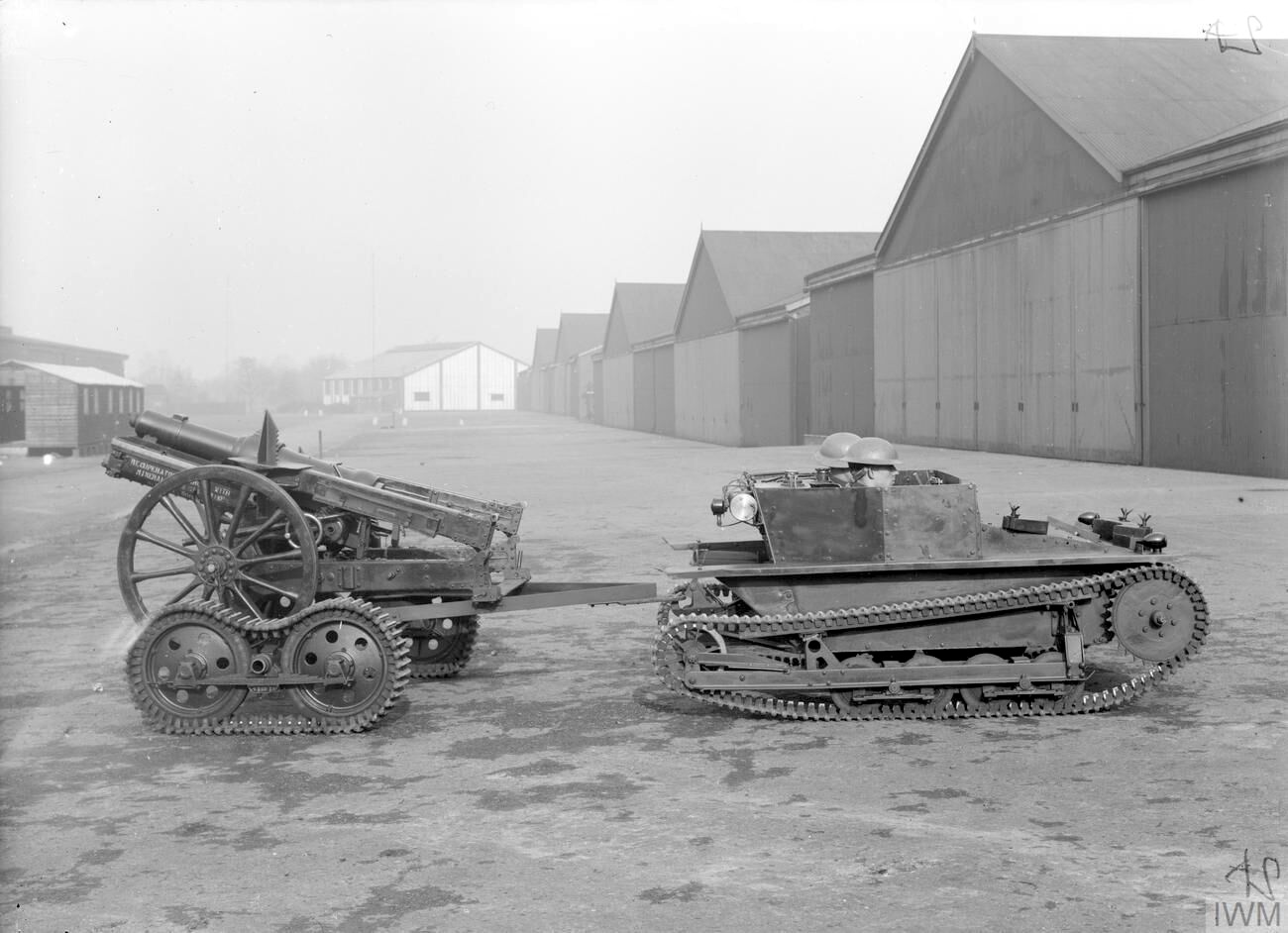
Танкетка Карден-Лойд, буксируюча 94-мм гаубицю

Карден-Лойд Модель VI (Carden-Loyd Mk VI, Carden Loyd Tankette) — англійська танкетка 1930-х років.
Була призначена для підрозділів моторизованої піхоти збройних сил, для підвищення тактичної рухливості піхоти — забезпеченню безперервної підтримки її руху вогнем, шляхом швидкого переходу станкових кулеметів під час бою, з однієї вогневої позиції на іншу.
У СРСР, в 1934 р., у спеціальній літературі іменувалася гусеничним кулеметовозом Карден-Лойда.

## Модифікації
- Vickers Carden-Loyd Mk.I-V — прототипи.
- Vickers Carden-Loyd Mk.VI — серійний варіант.
- Vickers Carden-Loyd Mk.VI Troop Transport — бронетранспортер піхоти.
- Vickers Carden-Loyd Mk.VI Flamethrower — вогнеметна танкетка.

## Тягачі та інші
На базі танкетки були створені тягачі для гаубиць та гармат, модифікації для прокладки кабелю, транспортери боєприпасів та пального.

## Прототипи
Колісно-гусеничний mark-1-2 (4-5). Одним з найбільш вдалих був mark-3.

## Копії в інших країнах

### Виробництво в СРСР
У початку 1930 р. Велику Британію відвідала радянська комісія під керівництвом начальника УММ Халепського та начальника інженерно-конструкторського бюро з танків Гінзбурга. Комісія мала на меті ознайомлення з передовими зразками зарубіжного танкобудування і, по можливості, їх закупівлю. Комісії була продемонстрована танкетка Carden-Loyd Mk.IV, найвдаліша у своєму класі (експортувалася в 16 країн світу). Комісія вирішила закупити 20 танкеток, технічну документацію та ліцензію на виробництво в СРСР. У серпня 1930 танкетка була показана представникам командування РСЧА (в тому числі і Тухачевському) та справила хороше враження. Було прийнято рішення про організацію її великомасштабного виробництва. На озброєнні перебувала під маркою танкетка Т-27.

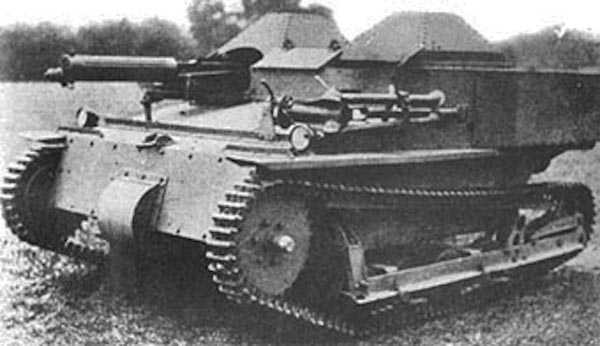
Англійська танкетка Carden-Loyd Mk.6 — Прототип Т-27

Було вирішено відмовитися від детального копіювання, а провести доопрацювання проекту з урахуванням вітчизняного досвіду. 3 листопада 1930 р. був побудований перший експериментальний зразок, відправлений після випробувань на доопрацювання. До січня 1931 був готовий дослідний зразок Т-27. Зберігаючи переважно конструкцію Carden-Loyd Mk.6, він відрізнявся дещо більшими розмірами, відсутністю башти, що обертається, посиленим бронюванням, конструкцією двигуна, більшою ємністю бензобака, більш широкими гусеницями, широким використанням освоєних промисловістю автомобільних агрегатів. На озброєння РККА танкетка була прийнята 13 лютого 1931 року, ще до закінчення випробувань.

### Виробництво в Італії
Спочатку для випробувань було придбано 4 танкетки, потім, вивчивши конструкцію, самі випустили 21 танкетку.

### Виробництво в Польщі
Від копіювання у Польщі відмовилися, але в помітно зміненому вигляді виробляли (ТК-3).

### Виробництво у Франції
Єдина танкетка що серійно випускалися у Франції. Носила назву «танкетка постачання піхоти».

### Виробництво в Чехії
1934 року фірма CKD виготовила 70 примірників.

### Виробництво в Швеції
Після закупівлі та випробувань, 14 танкеток надійшло до армії Швеції. Серійно не випускалися.

### Виробництво в Японії
Є думка, що Японія теж закуповувала ці танкетки, але англійці цього не підтверджують. Британські танкетки Mk VIb перебували на озброєнні частин імператорської армії та флоту під позначенням Тип 88 «Ка».

## Були на озброєнні
- Бельгія
- Болівія — невелике число використовувалося під час Чакської війни
- Канада
- Чилі
- Республіка Китай
- Чехословаччина
- Фінляндія (Mk. IVs and Model 33s)
- Королівство Італія — закуплено 4 шт., проведена 21 ліцензійна копія (CV-29)
- Польща
- Португалія
- СРСР — закуплено 20 шт. Крім того, серійно вироблявся доопрацьований варіант Т-27.
- Велика Британія
- Латвія — куплена 1 шт. 1930 року у Великої Британії для 16-го Єлгавського полку Айзсаргів.